# Passo carrabile

Il segnale che identifica un passo carrabile. Se non è interamente compilato, il segnale non ha valore.

Un passo carrabile, a volte chiamato anche passo carraio, secondo il codice della strada italiano, è un accesso ad un'area laterale idonea alla circolazione e allo stazionamento di uno o più veicoli.
Se il varco non ha dimensioni tali da consentire il passaggio di un veicolo oppure se l'area non è idonea allo stazionamento di un veicolo, l'ente proprietario della strada non rilascia l'autorizzazione.

## Il segnale
Ciascun passo carrabile, per essere definito tale, deve essere identificato dall'apposito segnale. Il segnale ha validità permanente e va affisso in posizione parallela, sul confine tra la proprietà privata e il suolo pubblico, in maniera che sia ben visibile dalla carreggiata.
Prima di essere collocato, il cartello necessita di essere compilato, ossia devono essere riportati gli estremi dell'atto di autorizzazione del passo carrabile; affinché il segnale sia valido è necessario che siano presenti:
- nella parte superiore, il nome dell'ente che lo ha autorizzato;
- al centro, il pittogramma del segnale di divieto di sosta e la scritta "passo carrabile";
- nella parte bassa, il numero dell'autorizzazione e l'anno in cui è stata rilasciata (ad esempio, numero 000 rilasciata nel 1999).

In mancanza di anche uno solo dei requisiti sopra elencati, il segnale perde valore ed eventuali trasgressori non potranno essere sanzionati.
Il segnale ha dimensioni normali di 45 × 25 cm e maggiorate di 60 × 40 cm; la sua installazione e la sua manutenzione sono a carico del titolare dell'autorizzazione.

## Caratteristiche
Per ottenere il passo carrabile è necessario effettuare una richiesta al proprio comune, presentando tutta la documentazione relativa al varco (ad esempio piante in scala, fotografie, dati catastali dell’immobile) e pagando le relative spese.
Per mantenere l'autorizzazione è necessario pagare annualmente la tassa relativa all'occupazione del suolo pubblico, essa viene calcolata su una superficie e tipicamente viene considerata una profondità di 1 metro.
In corrispondenza del passo carrabile non è permessa la sosta di alcun veicolo, neanche se appartenente ai proprietari della concessione.
Nel caso in cui un veicolo, lasciato in sosta, impedisca la fruizione del passo carrabile, viene disposta la rimozione con il carro attrezzi.
La fermata in corrispondenza del passo carrabile è invece concessa, a meno che non sia vietata per altre ragioni.

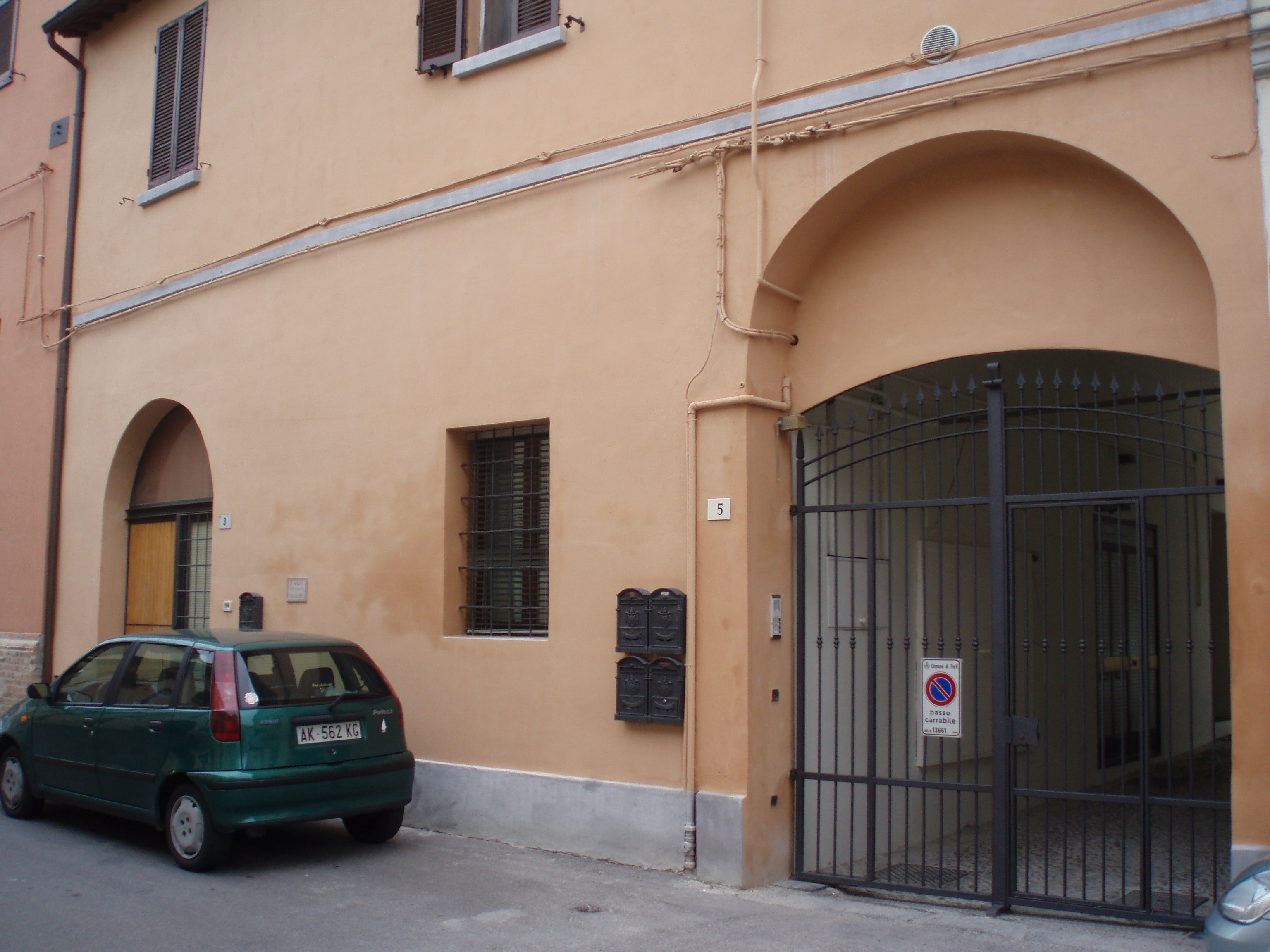
Un passo carrabile a Forlì

## Estensione del divieto
Gli enti proprietari delle strade possono vietare la sosta anche nella porzione di strada opposta al passo carrabile qualora risultino altrimenti impedite le manovre di entrata e di uscita.
In tal caso i conducenti devono essere avvertiti del divieto con una delle seguenti modalità:
- posizionamento di due segnali di divieto di sosta, integrati dai pannelli di "inizio" e "fine";
- tracciamento degli stalli di sosta[12];
- tracciamento della striscia continua sul margine della carreggiata[13];
- realizzazione di segmenti alternati di colore giallo e nero sul ciglio del marciapiede.

## Denominazione nelle lingue minoritarie d'Italia

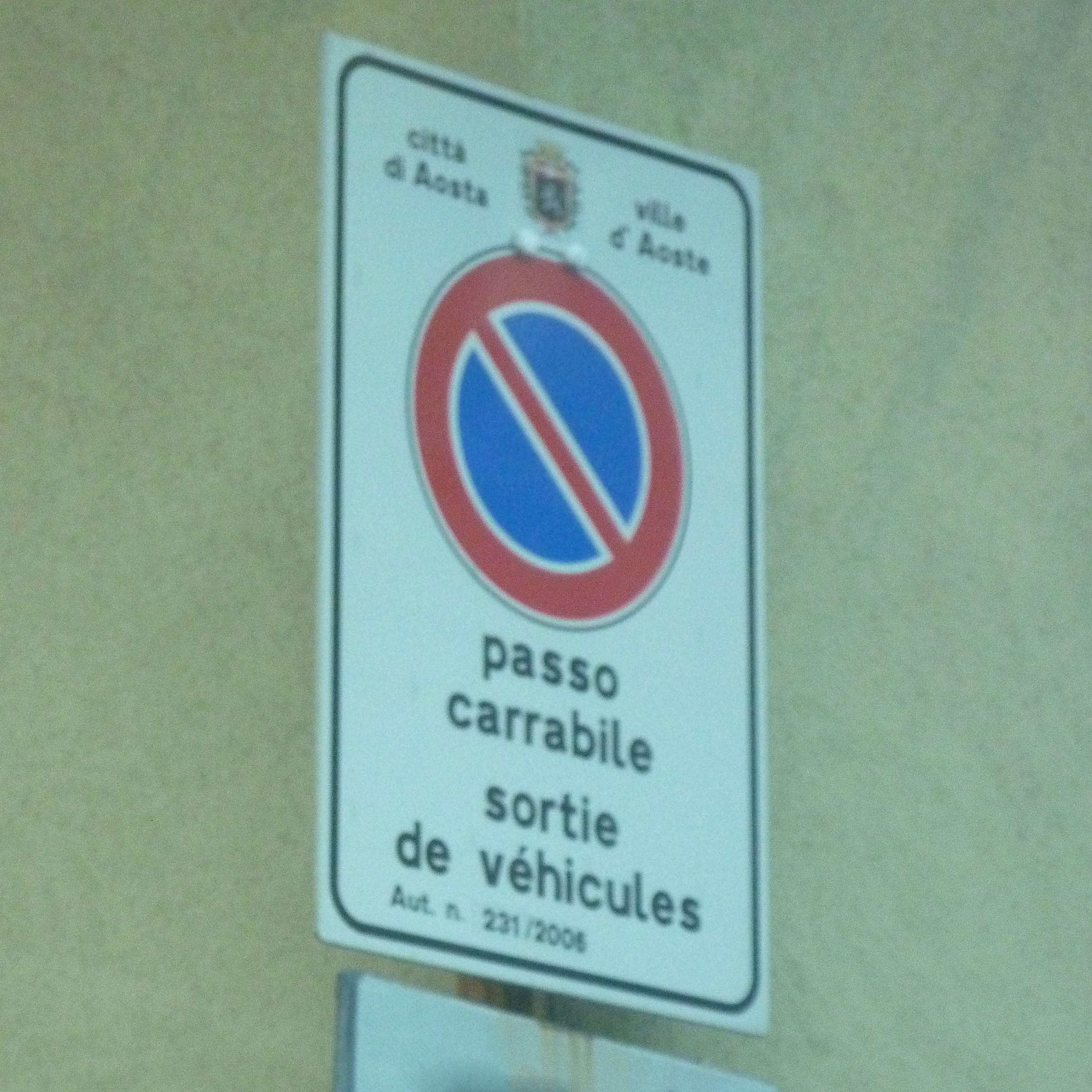
Un passo carrabile bilingue ad Aosta

Nelle regioni italiane che beneficiano di un regime di bilinguismo, la denominazione Passo carrabile è stata resa:
- in Valle d'Aosta, bilingue italiano/francese, Sortie de véhicules;
- nella provincia autonoma di Bolzano, bilingue italiano/tedesco, Ein- und Ausfahrt;
- in Friuli-Venezia Giulia, nei comuni il cui statuto prevede il bilinguismo italiano/sloveno, Prehod za vozila.

Passo carrabile nella versione bilingue italiano-francese
Passo carrabile nella versione bilingue italiano-tedesco
Passo carrabile nella versione bilingue italiano-sloveno